# Il libro dei Baltimore
Il libro dei Baltimore (Le Livre des Baltimore) è un romanzo di Joël Dicker del 2015. Il protagonista è Marcus Goldman, il famoso scrittore protagonista del precedente La verità sul caso Harry Quebert. Qui Marcus racconta la storia della famiglia Goldman di Baltimore.

## Trama
Lo scrittore di successo Marcus Goldman scrive la storia della famiglia Goldman di Baltimore. Prima del drammatico evento che lui definisce la Tragedia esistevano due famiglie Goldman:  i Goldman di Baltimore e i Goldman di Montclair. Di questi ultimi fa parte Marcus. Mentre i Baltimore sono famiglia ricca che vive in un lussuoso quartiere residenziale, i Montclair sono una famiglia modesta che vive in un piccolo appartamento.
Marcus guarda con ammirazione ai Baltimore, sembrandogli la famiglia perfetta: lo zio Saul, avvocato di successo, la zia Anita, medico e donna affascinante, i cugini Hillel e Woody, il primo molto intelligente, il secondo un promettente campione di football. Poi qualcosa è cambiato, e la famiglia si è disgregata.

## Edizioni italiane
- Joël Dicker, Il libro dei Baltimore, traduzione di Vincenzo Vega, Collana Oceani n.6, Milano, La nave di Teseo, 2016,  p. 592, ISBN 978-88-934-4061-5. - Collana I delfini. Bestseller, La nave di Teseo, 2017-2018, ISBN 978-88-934-4551-1.